# Ácido xênico
Ácido xênico é um composto de gases nobres formados pela dissolução de trióxido de xenônio na água. Sua estrutura química é H2XeO4. É um agente oxidante muito poderoso, e sua decomposição é perigosa, uma vez que libera uma grande quantidade de produtos gasosos – xenônio, oxigênio e ozônio.
Sua existência foi prevista por Linus Pauling em 1933 [1]. Ácido xênico tem sido usada como um agente oxidante em química orgânica.
Sais de ácido xênico são chamados xenates, contendo o ânion HXeO-4. Eles tendem a desproporcionar em gás xenônio e perxenatos:
2 HXeO4- + 2 OH→ XeO6−4 + Xe + O2 + 2 H2O
Sais contendo o ânion completamente desprotonado XeO4−2 são ainda desconhecidos.